# Herrería (Guadalajara)
Herrería es un municipio y localidad española de la provincia de Guadalajara, en la comunidad autónoma de Castilla-La Mancha. El término municipal tiene una población de 17 habitantes (INE 2024).

## Geografía
Integrado en la comarca de Señorío de Molina-Alto Tajo, se sitúa a 131 km de la capital provincial. El término municipal está atravesado por la carretera N-211 entre los pK 50 y 53. 
El relieve está caracterizado por la altitud del Sistema Ibérico castellano, suavizada por el cauce del arroyo de Herrería, en cuya ribera se asienta el pueblo a 1071 m sobre el nivel del mar. La altitud del territorio oscila entre los 1310 m, al norte, en la Sierra de Selas, y los 1050 m en la ribera del arroyo.  
Limita con los municipios de Corduente, Pardos y Rillo de Gallo.

## Historia

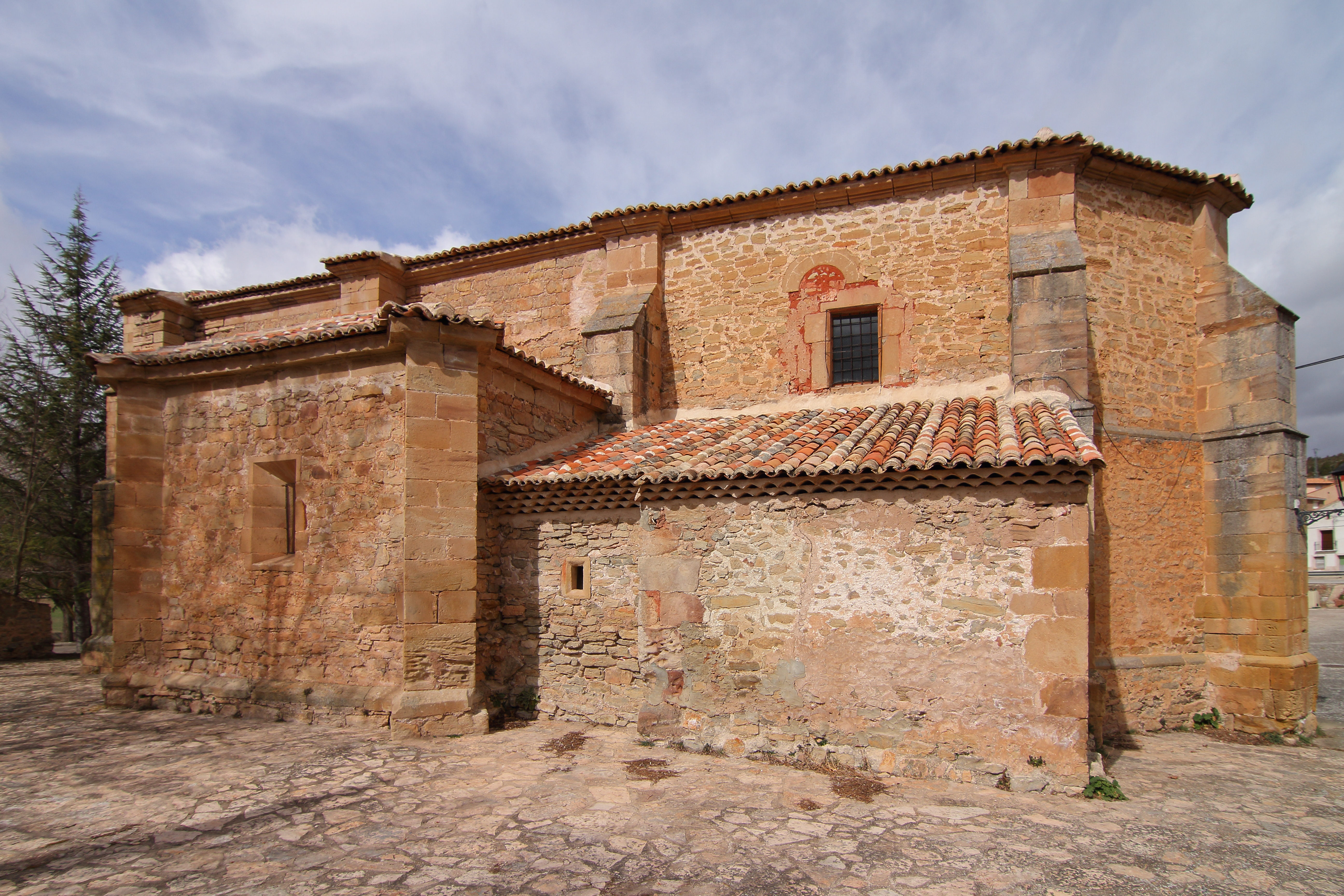
Iglesia parroquial

En su territorio se encuentra el yacimiento arqueológico El Ceremeño. Hacia mediados del siglo XIX, el lugar tenía contabilizada una población de 138 habitantes. La localidad aparece descrita en el noveno volumen del Diccionario geográfico-estadístico-histórico de España y sus posesiones de Ultramar de Pascual Madoz de la siguiente manera:

HERRERIA: l. con ayunt. en la prov. de Guadalajara (18 leg.), part. jud. de Molina (1), aud. terr. de Madrid (28), c.g. de Caslilla la Nueva, dióc. deSigüenza (11). sit. á la falda de un cerro que le resguarda del viento N.: su clima es templado y las enfermedades mas comunes, las estacionales, fiebres intermitentes y algunas tifoideas: tiene 60 casas, la consistorial, en la que está la cárcel; escuela de instruccion primaria, frecuentada por 20 alumnos á cargo de un maestro dotado con 1/2 fan. de centeno por vecino, las retribuciones de los discípulos y lo que le produzca la sacristía, que también desempeña; hay fuente de abundantes y buenas aguas; una igl. parr. (La Asuncion de Nra. Sra.) servida por un cura, cuya plaza es de segundo ascenso y de provision real, previo concurso; el cementerio se halla en posición que no ofende á la salubridad pública. térm.: confina N. Pardos; E. Rillo; S. Corduente, y O. Canales; dentro de él se encuentra una ermita (San Roque). El terreno es en lo general escabroso, de inferior calidad y de secano, á escepcion de unos huertos que se riegan con las aguas de un arroyo llamado del Sáuco, que atraviesa el térm. de O. á E., tiene un ponton de madera, y á sus márgenes se ven chopos y olmos; hay un monte pinar con robles, estepa y jara, y una deh. boyal, poblada de buenos pinos y robles. caminos: los locales y el que de Madrid conduce á Teruel. correo: se recibe y despacha en la estafeta de Molina por un cartero; prod.: centeno, cebada, avena, legumbres, leñas de combustible, maderas de construccion y yerbas de pasto, con las que se mantiene ganado lanar, vacuno y de cerda; hay caza de liebres, conejos, perdices y algun venado. ind.: la agrícola y un molino harinero que muele de represa. comercio: esportacion de algún ganado y lanar, é ímportacion de los art. de consumo que faltan. pobl.: 36 vec., 138 almas. cap. prod.: 900,000 rs. imp. 45,000. contr.: 2,150. presupuesto municipal: 1,100, se cubre por reparto vecinal.
(Madoz, 1847, p. 189)

## Demografía
Herrería cuenta con una población de 17 habitantes (INE 2024).
| Gráfica de evolución demográfica de Herrería entre 1842 y 2021                                                      |
| |
| Población de derecho según los censos de población del INE Población de hecho según los censos de población del INE |

| 31            | 42 | 39 | 34 | 21 | 26 |
| (Fuente: INE) |    |    |    |    |    |

## Costumbres populares
Sus fiestas populares mayores se celebran en torno al 15 hasta el 18 de agosto coincidiendo con la celebración de la Virgen. Dichas fiestas dan su inicio con el pregón desde el balcón del ayuntamiento acompañado de fuegos artificiales en la plaza del pueblo. Durante los siguientes días de fiesta se realizan torneos de cartas (Guiñote, rabino...) , frontenis y dardos, juegos infantiles y orquestas para amenizar las noches en la plaza. 
Es tradicional la celebración de un triangular de fútbol entre los pueblos vecinos Rillo de Gallo y Canales de Molina contando con un gran interés y reconocimiento en la comarca. En los últimos encuentros fueron claros ganadores los del pueblo de Herrería.